# سرمتی‌گرایی

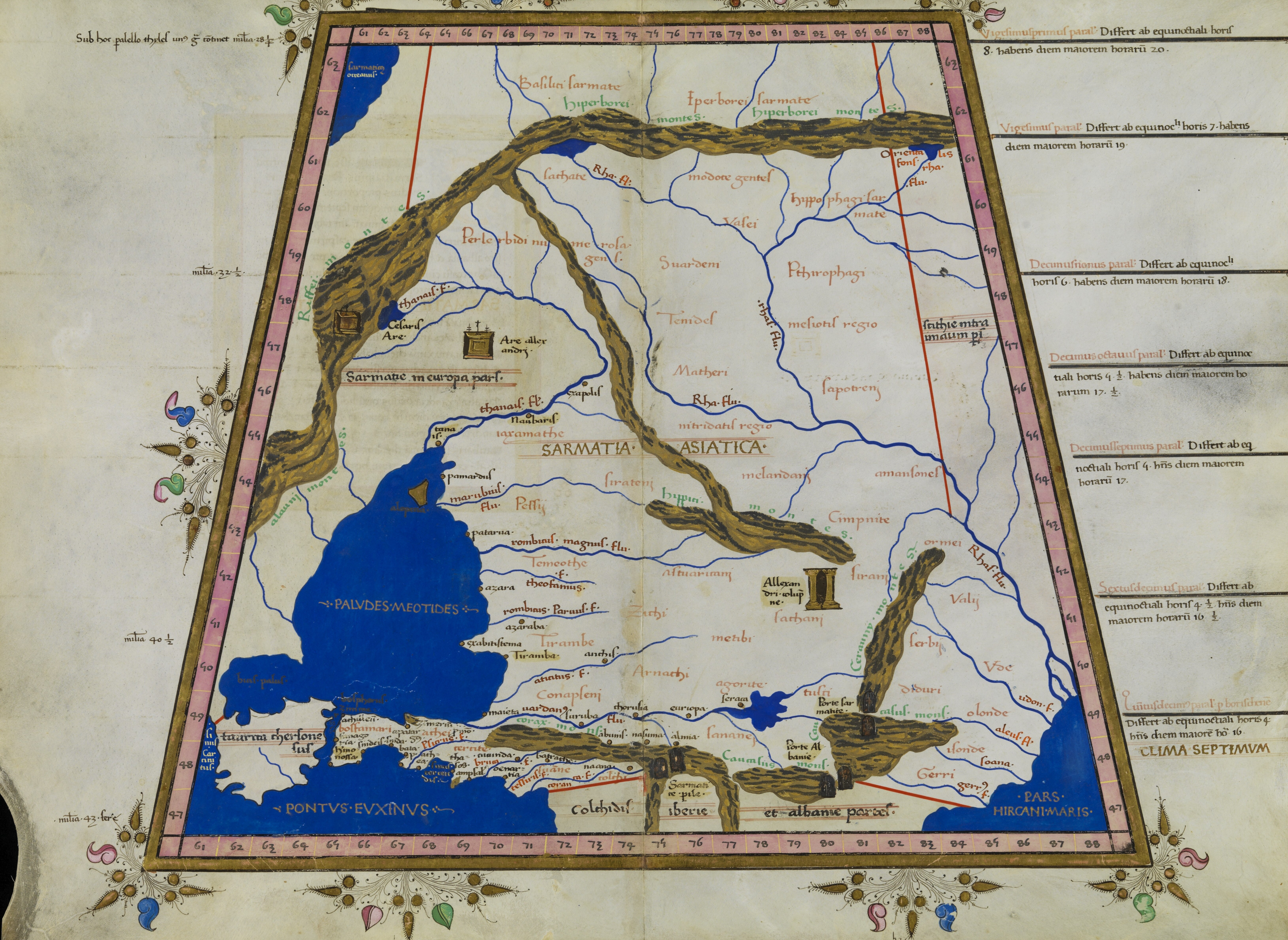
دومین نقشه آسیا برپایه کتاب جغرافیای بطلمیوس. در این نقشه سلمستان آسیایی (Sarmatia Asiatica) در میانه روسیه و سلمستان اروپایی (Sarmatia Europea) در غرب آن، سرزمین‌های هم‌مرز و جداگانه اند و از لیتوانی تا روسیه و از رومانی تا اوکراین گسترده شده‌اند. (Tabula seconda de Asia,1467)

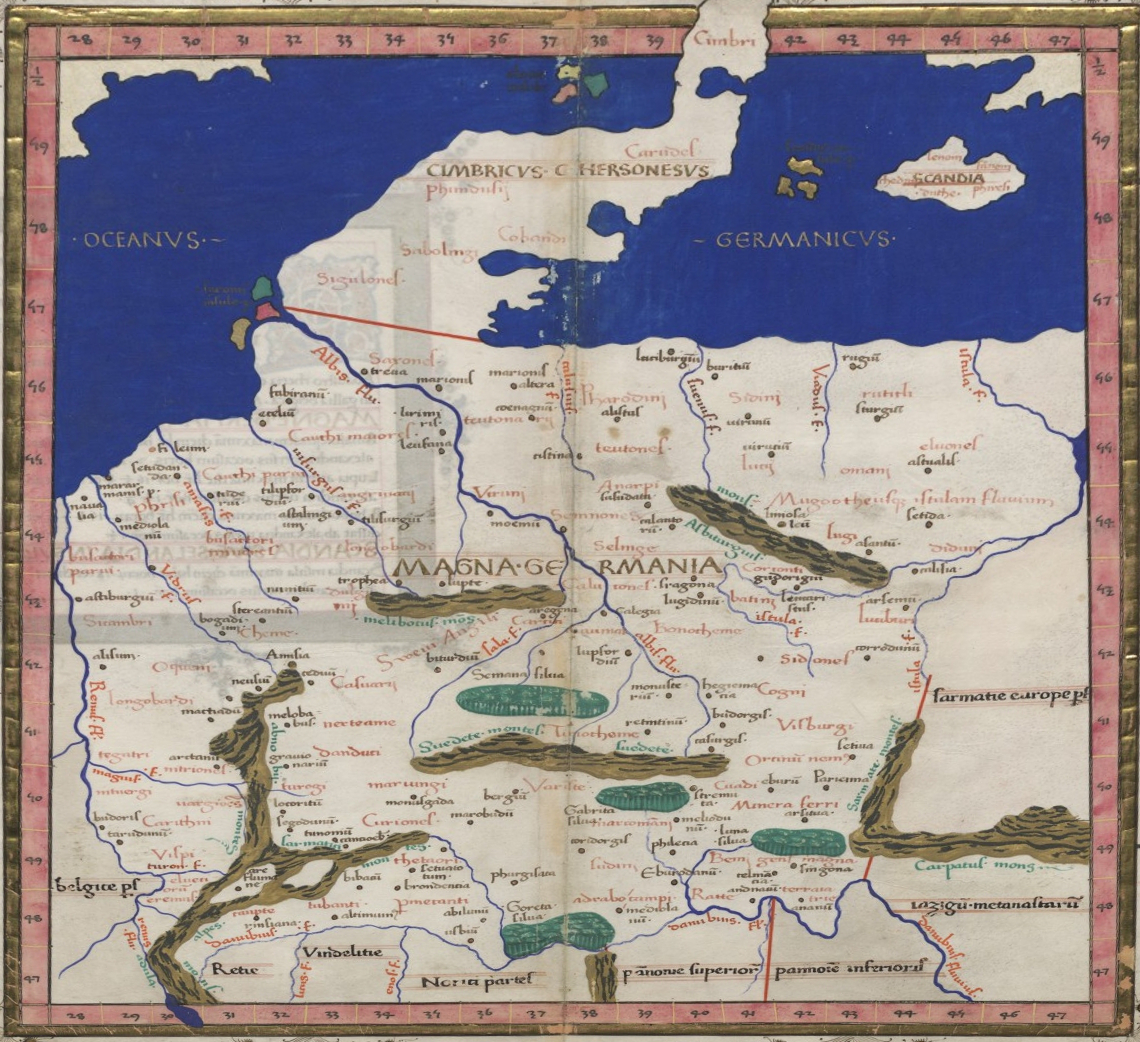
در جغرافیای بطلمیوس نام بخش پیشین شمالی-جنوبی رشته کوه کارپات، کوهستان سرمت آمده‌است و نام بخش شرقی-غربی کارپات.سرزمین سلمستان اروپایی نیز در اینجا نگاشته شده‌است

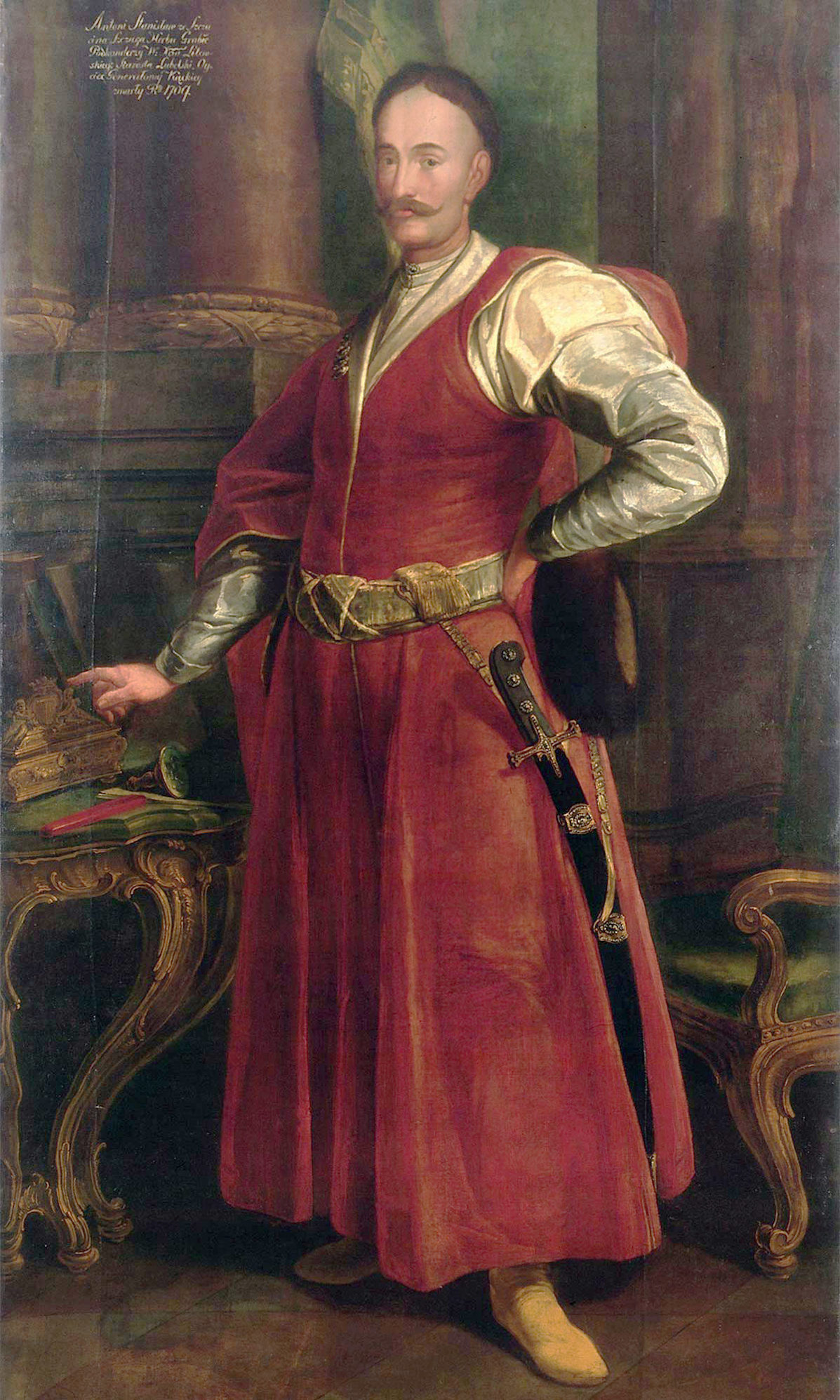
استانیسواو آنتونی شچوکا، سیاستمدار و نجیب‌زادهٔ لهستانی در پوشش سرمتی‌گرایانه، اثر هنرمندی ناشناس، محل نگهداری موزه پادشاه یان سوم

سرمتی‌گرایی مفهومی نژادی-فرهنگی است که می‌کوشد خاستگاه لهستان را به قوم ایرانی سرمت، تیره‌ای از سکاها که در تاریخ کهن ایران آنان را از تبار سلم (سرم) یکی از سه پسر فریدون دانسته‌اند، پیوند بزند. در نقشه‌ای که بر پایه داده‌های بطلمیوس یونانی در سده پانزدهم بازآفرینی شده‌است، بخش میانی روسیه کنونی برابر ناحیه فدرالی ولگا تا کشور لیتوانی سرمستان (سلمستان) خوانده شده و سرزمینی که زمانی دوک‌نشین بزرگ لیتوانی نام گرفت، در کتاب نامبرده، سلمستان اروپایی نام دارد. برپایهٔ این نظریه هستهٔ اصلی مشترک‌المنافع لهستان–لیتوانی ایرانی‌تبار بوده‌اند. این ایده بیش از همه بر ادبیات لهستانی در سدهٔ هفدهم میلادی تأثیر نهاده‌است.
نخستین بار در سدهٔ پانزدهم میلادی، یان دووگوش از واژهٔ سرمتی‌گرایی در نگارش تاریخ خود استفاده کرد. او سرمی‌ها را با لهستان پیش از تاریخ مرتبط دانست.
سرمتی‌گرایی تأثیرات فراوانی بر فرهنگ، شیوهٔ زندگی و ایدئولوژی نخبگان لهستان گذاشته بود. به‌ویژه در میان نجیب‌زادگان طبقهٔ شلختا، سرمتی‌گرایی با استفاده از تیپ شرقی مانند گذاشتن سبیل، پوشیدن ژوپان، کنتوش، سوکمانا و دلیا و آویختن شابلا پاس داشته می‌شد. سرمتی‌گرایان به آدابی چون استوار نگاه داشتن بستگی‌های خانوادگی و مهمان‌نوازی اهمیت می‌دادند. زنانشان به داشتن شجاعت و افتخار نامور بودند. زبان لاتینی به‌طور گسترده نزد ایشان به کار گرفته می‌شد. رقص‌های محبوب ایشان در بزم‌ها شامل پولونز، مازورکا و اوبِرِک بود. مردان سرمتی‌گرا به سفر زیاد می‌رفتند و نزد زنانشان نگاهداری از فرزندان و احشام و دیگر امور خانه مهم‌تر بود. همچنین دختران و پسران جدا از هم پرورش می‌یافتند.
آنها به اسلاوها به چشم تحقیر می‌نگریستند، و همین عاملی شد که در آینده که پان‌اسلاویسم روسی مطرح شد با آن از در ضدیت درآمدند.

## یادداشت
1. ↑  sarmatia europea
2. ↑  Żupan
3. ↑  Kontusz
4. ↑  Sukmana
5. ↑  Delia
6. ↑  Oberek